# Nivata Akiko
Nivata Akiko (庭田 亜樹子; Hepburn: Niwata Akiko) (Oszaka prefektúra, 1984. szeptember 12. –) japán válogatott labdarúgó.

## Klub
A labdarúgást a Speranza FC Takatsuki csapatában kezdte. 2000 és 2006 között a Speranza FC Takatsuki csapatában játszott. 2007-ben az Urawa Reds csapatához szerződött. 2012-ben vonult vissza.

## Nemzeti válogatott
A japán U20-as válogatott tagjaként részt vett a 2002-es U19-es világbajnokságon.
2003-ban debütált a japán válogatottban. A japán válogatottban 1 mérkőzést játszott.

## Statisztika
| Japán válogatott | Japán válogatott | Japán válogatott |
| Időszak          | Mérk.            | gól              |
| ---------------- | ---------------- | ---------------- |
| 2003             | 1                | 0                |
| Összesen         | 1                | 0                |

## Sikerei, díjai
Klub
- Japán bajnokság: 2009

Egyéni
- Az év Japán csapatában: 2009, 2010